# 大野寺 (阿波市)
大野寺（おおのでら、おおのじ）は、徳島県阿波市市場町山野上大西にある高野山真言宗の寺院である。得道山灌頂院大野寺と号す。天智天皇勅願により創建された古刹である。

## 歴史
天智天皇の勅願により、同天皇2年(663)に現寺域の東方、大野島御所ノ原に創建された。その後、平安初期に嵯峨天皇の尊崇を得て、七堂伽藍が整えられた。しかし、度重なる吉野川の氾濫に被害を受け、文亀年間に現寺域の北方、山野上白坂に移転、享保年間に現在地に移転した。四国八十八ヶ所札所となっている切幡寺と土成町秋月の光福寺は、大野寺の末寺であった。

## 建造物
本堂、庫裏、山門、虚空蔵堂などの堂宇の他に永和元年(1375)の紀年銘のある宝篋印塔が残る。

## 文化財
- 木造大日如来坐像（県文化財）
- 銅造誕生釈迦仏立像（県文化財）

## アクセス
徳島道土成ICより車で約20分